# Bah Kapul
Bah Kapul is een bestuurslaag in het regentschap Pematang Siantar van de provincie Noord-Sumatra, Indonesië. Bah Kapul telt 9262 inwoners (volkstelling 2010).